# Список умерших в 589 году

## Июль
- Вилиарих, знатный византиец в правление императора Маврикия.

## Дата смерти неизвестна или требует уточнения
- Бекила, епископ Луго.
- Гоисвинта, королева вестготов (551—586) по бракам с Атанагильдом и Леовигильдом.
- Давид Валлийский, епископ, просветитель и святой покровитель Уэльса.
- Ингоберга, королева франков, первая супруга короля франков Хариберта I.
- Сидоний, епископ Майнца.